# 김주니
김주니(본명: 김준희, 1982년 3월 21일 ~ )은 대한민국의 가수, 방송인이다.

## 경력
- 2008년 그룹 '올리브' 멤버